# Złota Turnia
Złota Turnia (słow. Ušatá veža, niem. Gaffelstürme, węg. Rézpadtornyok) – dwuwierzchołkowa turnia o wysokości 2265 m n.p.m. w słowackich Tatrach Wysokich. Znajduje się w krótkiej, bocznej grani odchodzącej na północny zachód od Małego Kieżmarskiego Szczytu. Od ściany tego szczytu oddzielona jest położoną tuż poniżej niej, wybitną Złotą Przełączką. Dalej na północny zachód w grani znajdują się Wielka Złota Kazalnica, Pośrednia Złota Kazalnica i Mała Złota Kazalnica.
Od Złotej Przełączki pomiędzy Złotą Turnią a ścianą Małego Kieżmarskiego Szczytu ciągnie się ukośnie w dół piarżysty żleb zwany Niemiecką Drabiną. Złota Turnia jest położoną najdalej na zachód z trzech turni tworzących zewnętrzne obramowanie Niemieckiej Drabiny. Pozostałe to Złota Baszta i Złoty Kopiniak. Turnie te stanowią kulminacje dolnego z dwóch pięter północnej ściany Małego Kieżmarskiego Szczytu, na które dzieli ją Niemiecka Drabina.
Złota Turnia jest szczytem dwuwierzchołkowym, obie kulminacje mają taką samą wysokość. Ściany Złotej Turni opadają do Doliny Dzikiej i w kierunku Zielonego Stawu Kieżmarskiego w Dolinie Zielonej Kieżmarskiej. Oba wierzchołki są niedostępne dla turystów, nie biegną na nie żadne znakowane szlaki turystyczne. Najdogodniejsza droga dla taterników prowadzi na turnię od Złotej Przełączki. Inne drogi prowadzą zachodnią ścianą z Doliny Dzikiej, granią od dołu oraz północną ścianą z Doliny Zielonej Kieżmarskiej. Obie ściany stanowią części odpowiadających im północnej i zachodniej ściany Małego Kieżmarskiego Szczytu.
Nazwa Złotej Turni, podobnie jak i innych okolicznych obiektów, wiąże się z poszukiwaniem złota w Miedzianych Ławkach przez rodzinę Fabri z Kieżmarku. Dawniej błędnie stosowano też nazwę Uszata Turnia. Początki górnictwa w rejonach Małego Kieżmarskiego Szczytu, Wideł i Łomnicy datuje się na pierwszą połowę XVIII wieku.

## Historia
Pierwsze wejścia:
- Alfréd Grósz, Tibold Kregczy i Lajos Rokfalusy, 26 lipca 1912 r. – letnie, na oba wierzchołki,
- Jan Alfred Szczepański, 8 kwietnia 1928 r. – zimowe, na wierzchołek południowo-wschodni[1].

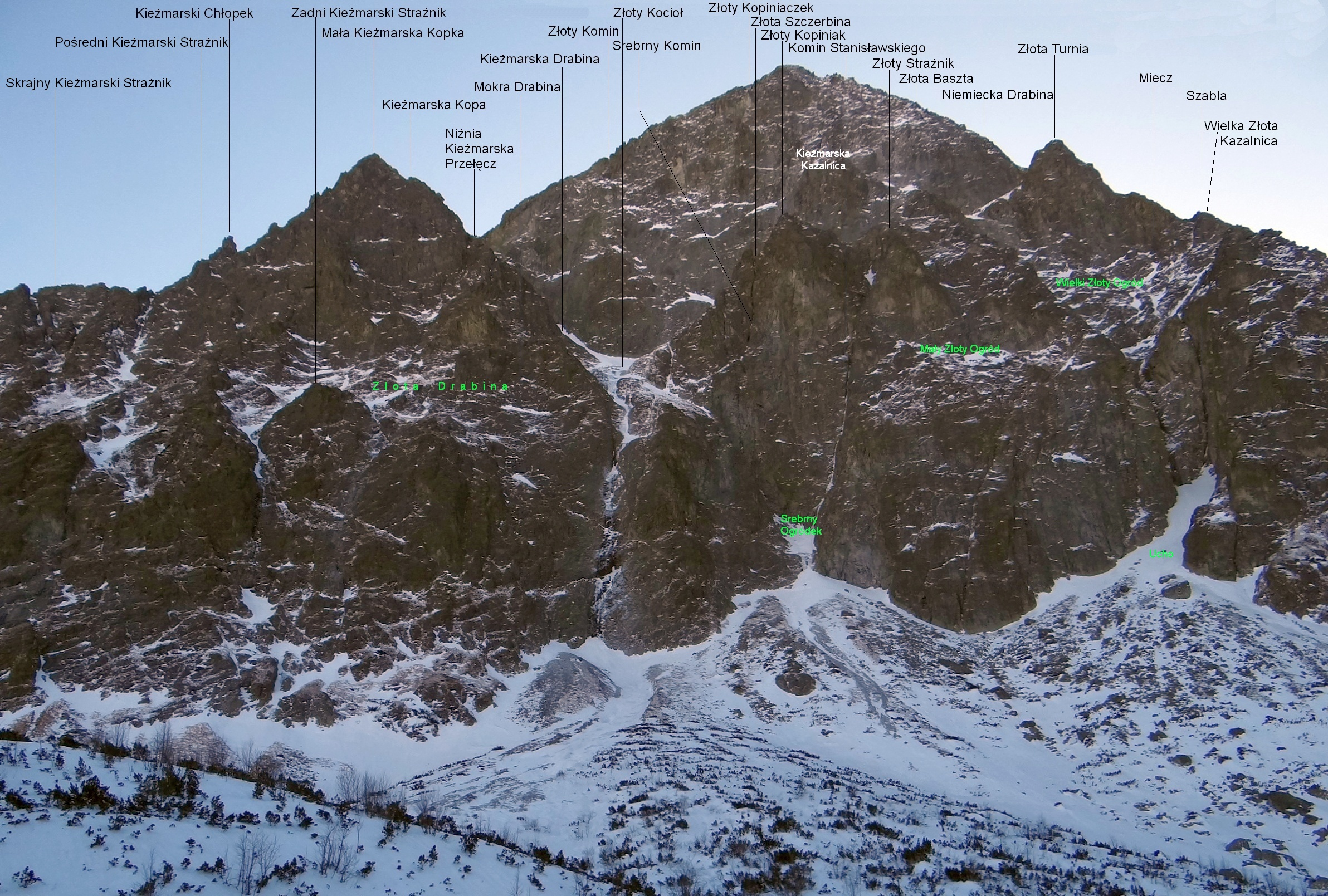
Złota Turnia widoczna na tle Durnego Szczytu